# Hydroporus springeri
Hydroporus springeri là một loài bọ cánh cứng trong họ Bọ nước. Loài này được J.Müller miêu tả khoa học năm 1924.